# Kevin Alfred Strom
Kevin Alfred Strom (n. 17 august 1956, Alaska, SUA) este un jurnalist american cunoscut pentru convingerile sale neonaziste, negaționiste și separatiste, membru fondator al organizației National Vanguard⁠(d). Storm a părăsit organizația în iulie 2006, însă a revenit în 2012.

## Biografie
Kevin Alfred Strom s-a născut în Anchorage, Alaska în 1956.
La recomandarea unui profesor de liceu, acesta s-a alăturat organizației John Birch Society unde Storm a intrat în contact pentru prima dată cu membri ai National Alliance aflată sub conducerea lui William Luther Pierce. Storm a părăsit grupul deoarece era interzisă orice discuție despre rasă. Prin intermediul lui Pierce, acesta a aflat despre guvernul sionist de ocupație, supremație albă și cum mișcarea pentru drepturile civile⁠(d) este degenerată. Storm a început să lucreze pentru Pierce imediat după absolvirea liceului.
În 1982, Strom a devenit membru al NA, grup caracterizat drept antisemit, rasist, și neo-nazist.

### Dacă vrei să știi cine îți sunt stăpânii, află pe cine nu poți critica
Aforismul „Dacă vrei să știi cine îți sunt stăpânii, află pe cine nu poți critica” este în mod incorect atribuit filosofului iluminist Voltaire.Acesta și-ar avea originea într-un eseu redactat de Storm și publicat în 1993 sub titlul All America Must Know the Terror that is Upon Us. Acolo Storm preciza următoarele: „Dacă vrei să afli adevărații conducători ai oricărei societăți, tot ce trebuie să faci este să-ți pui următoarea întrebare: pe cine nu am voie să critic?”.

### Viața personală
Strom a avut trei copii cu prima sa soție, Kirsten Kaiser. După divorț, Kaiser a vorbit despre viața ei alături de Strom în mai multe interviuri.   De asemenea, a redactat o carte intitulată The Bondage of Self despre experiențele sale cu Strom și organizația National Alliance.